# Réponse à tout !
Ne pas confondre avec le jeu télévisé Réponse à tout
Réponse à tout ! est un magazine mensuel français édité par Fleurus Presse.

## Présentation
Créé par Alain Ayache en 1990, le magazine couvre divers sujets comme la consommation, la vie pratique et l'éducation. En 2011, il avait un tirage de 114 955 exemplaires.

## Site internet
Lancé en 2010, le site reponseatout.com attirait en 2011 environ 550 000 visiteurs uniques par mois.

## Réponse à Tout! sur iPad
Depuis juillet 2011, le magazine propose une édition numérique enrichie via une application pour iPad.